# Dionisios Rapsomanikis
Dionisios Rapsomanikis –en griego, Διονύσιος Ραψομανίκης– (11 de noviembre de 1998) es un deportista griego que compite en taekwondo. Ganó una medalla de plata en el Campeonato Europeo de Taekwondo de 2021, en la categoría de –54 kg.

## Palmarés internacional
| Campeonato Europeo | Campeonato Europeo | Campeonato Europeo | Campeonato Europeo |
| Año                | Lugar              | Medalla            | Categoría          |
| ------------------ | ------------------ | ------------------ | ------------------ |
| 2021               | Sofía (Bulgaria)   | Medalla de plata   | –54 kg             |